# Convivir
Cet article possède un paronyme, voir symbiose.
Convivir (« vivre ensemble » en français) est le nom d'un programme national en Colombie, créé en 1994, visant à instaurer des groupes paramilitaires de vigilance, dans le cadre du conflit armé qui ravage le pays. 

## Création (1994)
Les CONVIVIR ont été établis par le Ministère colombien de la Défense nationale, afin de répondre aux activités de la guérilla. Ainsi, le 11 février 1994, le gouvernement colombien promulgue le décret no 356, au moyen duquel il autorise la création et le fonctionnement de « services communautaires de vigilance et de sécurité privée ». Ceux-ci sont définis comme étant une « organisation communautaire sous forme de coopérative, un rassemblement d'action commune ou une entreprise communautaire, avec pour objectif de pourvoir une vigilance et une sécurité privée aux membres des coopératives ou aux membres situés à l'intérieur de la zone où siège la communauté respective ».
Autorisées sous le gouvernement de Cesar Gaviria, les CONVIVIR ont pris leur essor principalement durant le gouvernement d'Ernesto Samper (1994-1998). Ils ont rapidement l'objet d'un débat public, certains assimilant ce décret à la loi 48 de 1968, promulguée peu de temps après la Violencia, qui a abouti à la création, sous l'égide de l'État, de groupes paramilitaires.
Des anciens paramilitaires se sont joints aux CONVIVIR, aux côtés de nouvelles recrues, tandis que d'autres, telles que les ACCU, continuaient à opérer de manière autonome. Álvaro Uribe, alors gouverneur du département d'Antioquia, a attiré l'attention en soutenant ouvertement les CONVIVIR.
Des rapports d'ONG de défense des droits de l'homme[Lesquelles ?] ont montré que plusieurs groupes CONVIVIR atteignaient des résultats non négligeables, en travaillant étroitement avec les forces armées, mais au prix d'un certain nombre de violations des droits de l'homme. Un rapport de Human Rights Watch de 1998 déclare qu'ils ont « reçu des informations crédibles qui indiquent que les groupes CONVIVIR du Moyen Magdalena et de la région sud du département du Cesar étaient dirigés par des paramilitaires connus et avaient menacé d'assassiner des colombiens considérés comme des sympathisants de la guérilla ou qui refusaient de rejoindre les groupes coopératifs » .

## Décision de la Cour constitutionnelle (1997)
La Cour constitutionnelle jugea en novembre 1997 que les CONVIVIR n'avaient pas le droit de faire du renseignement ni d'utiliser des armes militaires. En outre, elle plaça les CONVIVIR sous une surveillance légale plus étroite. Début 1998, des dizaines de groupes CONVIVIR ont eu leurs licences révoquées, parce qu'ils avaient conservé leurs armes et qu'ils conservaient pour eux des informations. À la fin 1997, 237 armes avaient été rendues aux autorités. D'autres membres, qui refusaient d'obtempérer, ont rejoint d'autres organisations paramilitaires

## Chiquita Brands et les AUC
Selon l'acte d'inculpation de 2007, aux États-Unis, établi contre la compagnie de fruit Chiquita Brands International (successeur de la United Fruit), un certain nombre de paiements versés aux Autodéfenses unies de Colombie (AUC, la plus grosse organisation de paramilitaires, d'extrême-droite) ont préalablement transité par un groupe CONVIVIR intermédiaire, basé dans la région d'Urabá .